# Project Management Office
Ein Project Management Office (abgekürzt als PMO), auch Projekt(management)büro, ist eine Gruppe oder Abteilung innerhalb eines Unternehmens oder einer Regierungsbehörde, die Standards für das Projektmanagement innerhalb der Organisation definiert und aufrechterhält. Das PMO strebt eine Standardisierung und Ökonomisierung bei der Durchführung von Projekten an. Das PMO ist die Quelle für Dokumentationen, Anleitungen und Kennzahlen zur Praxis des Projektmanagements und der Projektausführung. Es kann auch als interner Dienstleister für einzelne Projekte fungieren, indem es bei ausgewählten Projektmanagement-Aufgaben unterstützt.
Darling und Whitty (2016) stellen fest, dass sich die Definition der Funktion des PMO im Laufe der Zeit weiterentwickelt hat:
- Das „Project office“ des 19. Jahrhunderts war eine Art nationale Verwaltung der Agrarindustrie
- 1939 erscheint als früheste Veröffentlichung des Begriffs „Project Management Office“.
- Das Konzept des PMO aus den 1950er Jahren ist repräsentativ dafür, wie ein modernes PMO aussieht
- Heute ist das PMO eine dynamische Einheit, die zur Lösung spezifischer Probleme eingesetzt wird[1]

## Definitionen
Häufig stützen PMOs ihre Richtlinien und Prinzipien auf branchenübliche Standards (Projektmanagement-Ansätze) wie PRINCE2, PMBOK-Guide,  ISO 21502:2020, PM2 o. ä. Je nach Standard sind verschiedene Ausprägungen und Arten gemeint.
- PMBoK Guide[5]: "Eine Managementstruktur, die die projektbezogenen Steuerungsprozesse standardisiert und die gemeinsame Nutzung von Ressourcen, Methoden, Werkzeugen und Techniken erleichtert." Dabei ist die permanente Funktion innerhalb eines Unternehmens gemeint.

- PRINCE2[6]: Ein Projektbüro (Project Office) ist "Ein zeitlich befristetes Büro, das eingerichtet wurde, um die Umsetzung einer bestimmten Veränderungsinitiative zu unterstützen, die als Projekt durchgeführt wird. Wenn es eingesetzt wird, übernimmt das Projektbüro die Verantwortung der Projektunterstützungsfunktion." Dabei ist die temporäre Funktion innerhalb eines konkreten Projektes gemeint.
- IPMA ICB 4.0: Eine Projektmanagement-Abteilung oder das Project Management Office „definiert die Strategie und die Ziele für alle Projektmanagement-bezogenen Entwicklungsvorgänge, unterstützt die Entwicklung durch Coaching, Mentoring oder Training und ermöglicht die Entwicklung kollektiver oder organisationaler Kompetenzen durch gemeinsame Aktivitäten aller an Projekten und Programmen beteiligten Personen. Externe Experten wie Berater und Coaches können hinzugezogen werden, um die bestehenden Erfahrungen optimal zu nutzen.“[7] Dabei ist die permanente Funktion innerhalb der Organisation gemeint.
- Der europäische PM2-Standard[8] bezeichnet das PMO als Project Support Office (PSO) bzw. Projektunterstützungsstelle: "Ein Project Support Office (PSO) ist eine organisatorische Einrichtung, die Dienstleistungen zur Unterstützung des Projektmanagements anbietet. Diese können von der Bereitstellung einfacher Unterstützungsfunktionen bis hin zur Verknüpfung von Projekten mit strategischen Zielen reichen." Hierbei wird nicht explizit zwischen einer permanenten oder einer temporären Form der Unterstützung unterschieden.
- Der ISO-Standard 21502[3] spricht von einem Project Office: "Projektbüros können eine Vielzahl von Tätigkeiten zur Unterstützung des Projektleiters und des Projektteams ausführen, u. a. Analyse; Festlegung und Verwaltung der Governance; Standardisierung von Projektmethoden und -prozessen; Projektmanagement-Schulungen; Planung und Überwachung; Informationsmanagement; Bereitstellung administrativer Unterstützung. (...) Darüber hinaus kann ein Projektbüro mehrere Projekte unterstützen, mit einem Programm- oder Portfoliomanagementbüro kombiniert werden oder die Funktionen des Programm- oder Portfoliomanagementbüros (Program bzw. Portfolio Management Office) übernehmen." Hier wird also nicht zwischen einer permanenten oder temporären Funktion unterschieden.

## Leistung
Gründe für das Scheitern von Projekten gibt es viele. Laut einer PricewaterhouseCoopers Umfrage unter 1.524 Organisationen sind 30 % der Projektfehlschläge auf unzureichende Schätzung und -planung, 16 % auf fehlende Unterstützung durch Führungskräfte und 12 % auf schlecht definierte Ziele und Vorgaben zurückzuführen. Es wurde auch festgestellt, dass die Verwendung etablierter Projektmanagement-Ansätze den Erfolg steigerte, gemessen an den wichtigsten Leistungsindikatoren eines Projekts für Qualität, Umfang, Zeitplan, Budgets und Nutzen (Business Benefit). Die Umfrage zeigt, dass der Betrieb eines etablierten PMO einer der drei wichtigsten Gründe für eine erfolgreiche Projektabwicklung ist.
Darling & Whitty (2016) stellten fest, dass, obwohl die Begründung für die Einrichtung eines PMO häufig darin besteht, die Zufriedenheit der Interessengruppen mit Projekten zu erhöhen, die Einrichtung des PMO häufig zu erheblicher Unzufriedenheit der Geschäftsleitung führt.

## Aufgaben
PMOs können über Standards und Methoden hinaus andere Funktionen übernehmen und am strategischen Projektmanagement entweder als Vermittler oder aktiv als Eigentümer des Portfoliomanagement-Prozesses teilnehmen. Zu den Aufgaben können die Überwachung und Berichterstattung über aktive Projekte und Portfolios (Nachverfolgung des Projekts bis zum Abschluss) und die Berichterstattung über den Fortschritt an das Top-Management für strategische Entscheidungen darüber gehören, welche Projekte fortgesetzt oder abgebrochen werden sollen.
Der Grad der Kontrolle und des Einflusses, den PMOs auf Projekte haben, hängt von der Art der PMO-Struktur innerhalb des Unternehmens ab; es kann sein:
- Unterstützend, mit beratender Funktion
- Steuernd, indem zum Beispiel Compliance gefordert wird
- Anweisend, indem sie die Kontrolle übernehmen und die Projekte operativ umsetzen

Es gibt viele unterschiedliche Vorstellungen zu Aufgaben und Anforderungen, die an ein PMO gestellt werden. Der PMBOK-Guide identifiziert beispielsweise 6 PMO-Funktionen. Hobbs & Aubry (2010) identifizierten 27 unterschiedliche Funktionen von PMOs und hoben dabei auch einige hervor, die nicht mit einer verbesserten Projektleistung korrelieren. Darling & Whitty (2016) stellen fest, dass es an evidenzbasierter Managementpraxis mangelt; dass Berater und Praktiker unbewiesene Lösungen anbieten, in die sowohl öffentliche als auch private Organisationen enorme Finanzbeträge investieren, ohne gesichertes Ergebnis – wobei eine derartige Veröffentlichung von Meinungen ohne wissenschaftliche Erkenntnisse in der Geisteswissenschaft, Medizin oder den Rechtswissenschaften abgelehnt werden würde; der gleiche Anspruch solle auch an Management-Disziplinen gestellt werden.
Einige PMOs sind in spezialisierten Bereichen tätig. Im Scaled Agile Framework (SAFe) wird der Begriff APMO verwendet, um ein PMO zu definieren, das sich auf die Unterstützung der geschäftlichen Agilität konzentriert.
PMO-Abteilungen ändern und transformieren sich häufig und aus verschiedenen Gründen. Die Forschung weist auf Änderungen und Entwicklungen in Bezug auf Portfoliomanagement und -methoden, Zusammenarbeit und Verantwortlichkeiten hin; Reifegrad und Leistung des Projektmanagements sowie Arbeitsklima sind ebenfalls Faktoren, die solche Änderungen vorantreiben.
Während sich PMO-Funktionen durch häufige Transformationen ändern, wird argumentiert, dass die Kernfunktion des PMO darin besteht, als Katalysator für Veränderungen und zu erzielende Ergebnisse innerhalb von Organisationen zu fungieren.

## Arten
Es gibt eine Reihe von PMO-Arten, einschließlich:
- Unternehmens-PMO (permanente Organisation): Stellt sicher, dass Projekte mit der Unternehmensstrategie und den Zielen übereinstimmen; Diese haben den breitesten Aufgabenbereich aller PMO-Typen, berichten in der Regel direkt an den CEO (oder eine ähnliche strategische Rolle) und sind befugt, strategische und taktische Entscheidungen über alle Projekte hinweg zu treffen.[11]
- Bereichs-PMO (permanente Organisation): bietet Unterstützung für Projekte für eine bestimmte Geschäftseinheit innerhalb einer Organisation; umfasst Portfoliomanagement, Schulung, Ressourcenplanung und Projektkoordination.
- Projekt-PMO: eingerichtet für die Dauer eines einzelnen großen Projekts oder Programms als temporäre Organisation; beinhaltet administrative Unterstützung, Controlling, Reporting und Monitoring.
- Project Management Center of Excellence (PMCoE; permanente Organisation): definiert standardisierte Projektmanagementstandards, Verfahren, Methoden und Werkzeuge zur Unterstützung von Projektteams in einer gesamten Organisation; umfasst administrative Dienstleistungen und Schulungen zu Prozessen, Methoden und Tools.

Die Program Management Office Community of Practice (CoP) des Project Management Institute (PMI) beschreibt das PMO als strategischen Treiber für organisatorische Exzellenz, der darauf abzielt, die Praktiken des Ausführungsmanagements, der Organisationsführung und der strategischen Veränderungsführung zu verbessern.
Darling & Whitty (2016) heben hervor, dass viele PMO-Typologien und Arten existieren: Von den frühen 1800er Jahren als Kollektiv für die Umsetzung von Regierungsstrategien im Agrarsektor über die zivilen Infrastrukturprojekte des frühen 20. Jahrhunderts bis in die frühen 2000er Jahre, als das PMO zu einem Beratungsprodukt wurde. Es wäre heute unmöglich, PMOs in bestimmte Typen zu gruppieren (Darling & Whitty, 2016).
Während sich das „P“ in PMO normalerweise auf das Wort Project bezieht, kann es sich auch auf ein Program oder Portfolio-Management Office beziehen. Wo Project Management Offices Projekte unterstützen, haben Program Management Offices einen breiteren Aufgabenbereich, einschließlich der Gewinnung und Aufrechterhaltung der Vorteile aus Projekten/Programmen. Portfolio-Management Offices haben die zusätzliche Verantwortung, Organisationen bei der Erreichung strategischer Ziele zu unterstützen.